# Doclet
Doclet — программы работающие со средством Javadoc для генерации документации по исходному коду написанному на Java.
Doclet'ы написаны на языке программирования Java и используют doclet API для:
- Выбора контента, который следует включить в документ.
- Редактирования представления контента.
- Создания файла содержащего документацию.